# Thomas Utbults stipendiefond
Thomas Utbults stipendiefond är en fond till musikern Thomas Utbults minne. 

## Om stipendiefonden
Stipendiefonden delar varje vår ut stipendier till personer som i "Thomas Utbults anda sprider musisk kultur mellan människor och generationer. Fonden har, precis som Thomas Utbult hade, sitt säte på Öckerö på västkusten.
Stipendiaterna ska ha någon anknytning till Öckerö och gjort något för den musikaliska kulturen inom kommunen. Fonden förvaltas av kulturföreningen TUT.

## Om Thomas Utbult
Thomas Utbult var trubadur, musiklärare och kompositör från Öckerö. Han medverkade i Kalle Storm, Öbarna och många andra sammanhang. Bland annat var han fältartist i Mellanöstern 1975. Efter hans död 1998 bildades fonden.

## Utdelade stipendier (urval)
- 2000 Leif "Pedda" Pedersen
- 2001 Christian Lindqvist
- 2002 Claes Einald & Helen Grahn
- 2003 Dubadown
- 2004 Qvinnfolk
- 2005 Anette Lennartsson
- 2006 Anders Börjesson, Johannes Magnusson
- 2007 Pernilla Emme, Magdalena Alexandersson, Gustav Fransson.
- 2008 Maria Lundqvist, Martin Svanström, Emma Rolfsgård